# Зигмунд фон Фройндсберг
Зигмунд фон Фройндсберг (на немски: Sigmund von Freundsberg; † сл. 13 юли 1444) е рицар (1423, 1438), господар на замък Фрундсберг/Фройндсберг до Швац в Тирол.

## Произход
Той е син на рицар Улрих фон Фройндсберг († сл. 1415), господар на Ст. Петерсберг и Мацен, и съпругата му Барбара фон Щаркенбург († 1422/1430), дъщеря на Зигмунд фон Щаркенберг († 1397/1403) и Осана фон Емс († сл. 1407). Внук е на Улрих фон Фройндсберг-Щрасберг († 1392), пресбитер на Щрасберг, и Маргарета фон Тьоринг († сл. 1392). Майка му се омъжва втори път сл. 1415 г. за Улрих VI фон Мач-Кирхберг († 1443/1444), граф на Кирхберг. Полубрат е на граф Улрих IX фон Мач († 1480/1481).
Замъкът Фройндсберг е създаден от фамилията през 1150 г. и е продаден през 1467 г. на ерцхерцог Сигизмунд Австрийски.

## Фамилия
Зигмунд фон Фройндсберг се жени на 13 юли 1444 г. за Доротея фон Зебен, дъщеря на Йохан фон Зебен († пр. 1422) и Маргарет фон Волкенщайн, дъщеря на Вилхелм фон Волкенщайн († 1400) и Димодис фон Грайфенщайн. Те имат три деца:
- Улрих фон Фрундсберг (* ок. 1425; † 11 август 1501), рицар, господар на Минделхайм в Швабия, женен за Барбара фон Рехберг-Минделхайм († 17 март 1506), дъщеря на Беро I фон Рехберг († 1462) и Барбара фон Ротенбург († 1462), дъщеря на Хайнрих VI фон Ротенбург († 1411) и Агнес фон Верденберг-Хайлигенберг-Блуденц († 1436).
- София фон Фрундсберг, омъжена 1442 г. за Фридрих фон Фрайберг († сл. 1453)
- Ханс фон Фрундсберг († сл. 1493), господар в Ст. Петерсберг (1466), на Фройндсберг (1467), женен за Елизабет фон Фраунберг-Хайденбург († 1473), дъщеря на Ханс IV цу Хайденбург и на Барбара Маршал фон Оберндорф

Вдовицата му Доротея фон Зебен се омъжва втори пъз на 29 септември 1445 г. за Андреас фон Вайсприах.